# Rana agricola
Espèce
"Rana" agricola est une espèce d'amphibiens de la famille des Dicroglossidae dont la position taxonomique est incertaine (Incertae sedis).
Dubois en 1987 la rapproche de Fejervarya ou d'Hoplobatrachus.

## Répartition
Cette espèce a été découverte dans le sud de l'Inde.

## Publication originale
- Jerdon, 1854 "1853" : Catalogue of reptiles inhabiting the Peninsula of India. Journal of the Asiatic Society of Bengal, vol. 22, p. 522-534  (texte intégral).